# مس کریستینسن
مس کریستینسن (دانمارکی: Mads Christiansen؛ زادهٔ ۳ مهٔ ۱۹۸۶) بازیکن هندبال اهل دانمارک است.